# 卢燕秋
卢燕秋（1912年—1964年），湖北省红安县人。中国人民解放军军事将领、中国人民解放军少将。
1930年，参加中国工农红军，任红四方面军红九军25师75团参谋、排长，参加长征。抗日战争时期，任八路军山东纵队五旅十三团副团长、代团长。第二次国共内战期间，随部进入东北，任东北民主联军四纵第12师34团团长、副师长；后改任第四野战军第41军154师师长，因功升任第41军参谋长、副军长。此后官至湖北省军区副司令员。1964年晋升为少将军衔。获三级八一勋章，二级独立自由勋章、二级解放勋章。